# Nadine Huong
Nadine Huong (nadin hwɔ́ŋ), en anglais Nadine Hwang, est née d'une mère belge le 9 mars 1902, à Madrid, où son père chinois, était représentant diplomatique de Chine. Après avoir obtenu un diplôme d'avocate, elle se met au service de l'armée chinoise pendant la Guerre civile (1924-1926), accomplissant une mission diplomatique aux USA en 1927. Elle se réfugie à Paris en 1933 et devient une proche du Cercle de Natalie Barney.
Déportée à Ravensbrück à la fin de l'Occupation, vraisemblablement pour des actes d'espionnage, elle vit après guerre à Bruxelles et à Caracas avec sa compagne Nelly Mousset-Vos qu'elle a rencontrée durant sa captivité. Elle meurt en 1972 en Belgique.

## Biographie

### Jeune chinoise moderne (1912-1923)
Ni le droit espagnol, fondé sur le droit du sang, ni le droit belge, patrilinéaire, ne lui permettront de prétendre à une nationalité européenne.
Élevée dans la haute société madrilène, Nadine Huong découvre le pays de ses ancêtres paternels vers l'âge de dix ans, vraisemblablement après que l'abdication du dernier empereur de Chine Pou Yi, intervenue le 12 février 1912, eut permis à son père de regagner son pays. En Chine, elle grandit au sein de l'élite aisée. Elle accomplit des études de droit par correspondance et obtient brillamment, toujours par correspondance, la qualification d'avocate du Hamilton Collège de Chicago.

### Au service de la Chine (1924-1926)
Au début des années 1920, son père a l'occasion de rencontrer Mao Zedong, jeune membre du Parti communiste délégué au Comité central du Kuomintang pour défendre la cause paysanne, et aider financièrement le futur commissaire du Komintern qui déclenchera quelques années plus tard, en septembre 1927, le Soulèvement de la récolte d’automne. Sans prendre directement part aux combats, probablement en organisant un service infirmier de kinésithérapie, Nadine Huong se distingue au cours des conflits armés que se livrent entre Sanghaï et Pékin les Seigneurs de la guerre, les uns soutenus par le Japon, lésé par l'article 156 du traité de Versailles qui lui a fait perdre le Shandong, les autres par les États-Unis, promoteur de la politique des quatorze points. Le général de l'Armée du Shandong Lou Yiao 路遙, qui, comme son père, issu de l'élite moderniste, la promeut au grade de colonel, c'est-à-dire à un rang supérieur à celui de Lin Piao à la même époque. C'est donc l'une des premières femmes, sinon la première, à accéder à un rang d'officier supérieur dans l'armée chinoise.
Elle a vingt trois ans quand le 12 mars 1925, dans un contexte qui annonce la guerre civile chinoise, meurt le premier président de la République de Chine, Sun Yat-sen. Son père meurt à son tour en 1926.

### Aux États-Unis puis à Pékin (1927-1932)

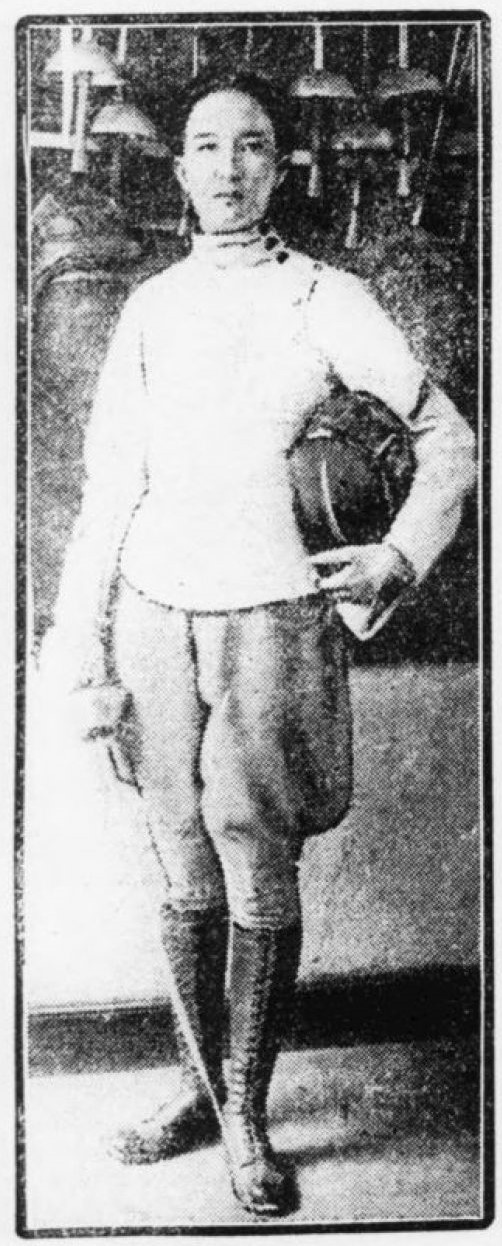
Nadine Hwang en tenue d’escrime à Pékin.

Polyglotte, Nadine Hwang est envoyée l'année suivante aux États-Unis servir son pays. Accréditée par le gouvernement du Premier ministre Pan Fu, elle prend le poste d'attaché de presse du Bureau d'information économique de Chine à Albany de l'Oregon à la fin du mois août 1927. Le CBEI, ancêtre de l'actuel Bureau national des statistiques de Chine, collecte pour le ministère de l'industrie des informations économiques et édite des statistiques annuelles dans son Chinese Economic Journal and Bulletin.
Moins de six mois plus tard, elle est rappelée à Pékin pour tenir le poste de secrétaire de la présidence du Conseil. Le 8 juin 1928, le gouvernement de Pan Fu est renversé par le putsch du commandant en chef de l'armée nationale, Tchang Kaï-chek, officiellement reconnu au bout de cinq mois, le 1er octobre 1928, par le président des États-Unis Calvin Coolidge.

### Amazone parisienne (1933-1939)

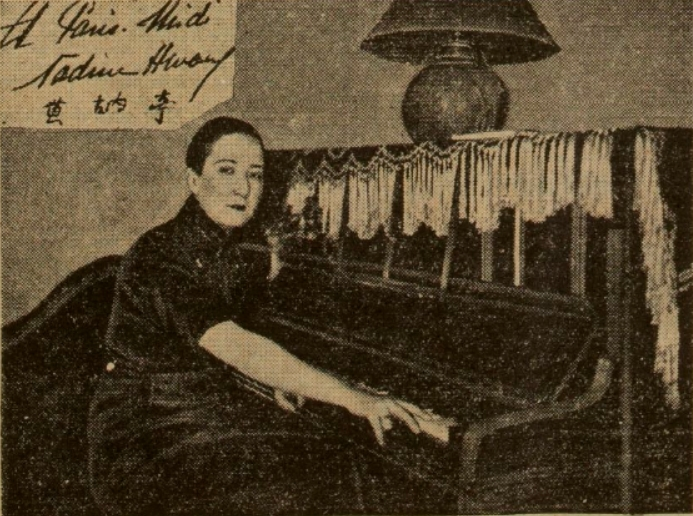
« Nadine Hwang » photographiée dans son appartement parisien en avril 1933 pour une édition de Paris-Soir. Elle annonce son retour à Paris à titre privé et évoque la résistance aux débuts de l'occupation japonaise.

Au tout début des années 1930, alors que Tchang Kaï-chek triomphe militairement et politiquement, Nadine Huong regagne la France. On retrouve rapidement son nom dans la presse, la présentant comme gracieuse et charmante ambassadrice de la Chine et « la plus parisienne des chinoises ». Les journaux signalent sa présence dans des évènements littéraires, tels que des lectures de poèmes ou de pièces de théâtre. Son élégance et sa culture y sont toujours mentionnés.
À Paris, elle fréquente le cercle de Natalie Barney, femmes de lettres américaine, qui avait décidé, presque trente ans plus tôt, de vivre librement en France (à l'instar de sa mère, la peintre et féministe Alice Pike Barney) et qui tint, pendant plus de 50 ans, un célèbre salon littéraire international, au 20 rue Jacob. Devenue son amante, Nadine Huong joue aussi auprès d’elle le rôle de secrétaire et de chauffeur. La mode est à l'Extrême-Orient, auquel Natalie Barney a été initiée par un mystique passionné de sinologie, son ami Ezra Pound.

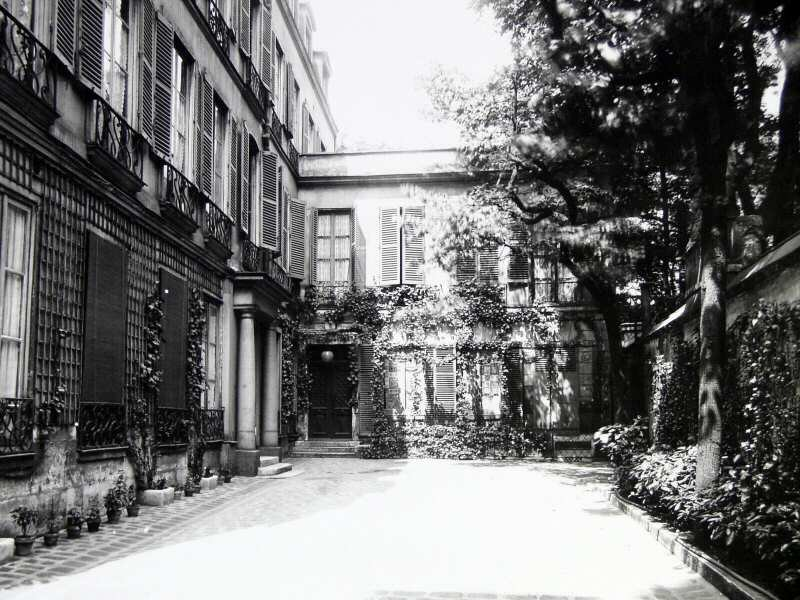
Vue sur le bâtiment du 20 rue Jacob où logeait Nadine Huong - photo d'Eugène Atget, 1910

Nadine Huong participe aux fameux vendredis de la rue Jacob, qui réunissent autour de Natalie Barney tout ce que compte d'avant-garde et de cosmopolite le Paris littéraire et artistique de l'époque, des écrivaines telles que Colette, Radclyffe Hall, Djuna Barnes...
La stature et l'androgynat de Nadine Huong autant que sa distinction et sa délicatesse impressionnent et la superbe danse du sabre qu’elle exécute parfois, en costume chinois, fait sensation parmi les invité(e)s de Natalie Barney. C’est ainsi que travestie, elle séduit, un soir, André Germain, qui croit adresser ses déclarations enflammées à un partenaire homosexuel.
En 1935, Dorothy Wilde, dite Dolly, de retour au 20 Jacob, toujours sous l’emprise et l’abus de diverses drogues, nourrit une jalousie dévastatrice à l'encontre de Nadine Huong.. Celle qu’elle appelle « la Chinoise » informe Natalie Barney absente de Paris du vol d'un saphir de trois cents livres commis dans une résidence secondaire de Fontainebleau par un ami de Dolly pour acheter cent cinquante kilogrammes d'opium. Nadine Huong réussira à séparer Natalie Barney de cette ancienne compagne désormais ravagée par l'alcoolisme et l'héroïnomanie.
En 1936, elle voyage en Angleterre. Elle impressionne suffisamment un journaliste pour être décrite dans un article de presse comme un parangon de la dernière mode. Elle s'exprime aussi facilement en anglais et en italien qu'en ses langues maternelles, le français, le chinois et l'espagnol, et se veut le modèle d'une nouvelle jeunesse chinoise ouverte sur le monde qui saurait donner les formes de la modernité à une littérature séculaire, sans la renier.
À Londres, elle présente des conférences sur la Chine. Elle tente également d’établir des bureaux commerciaux, mais sans succès. En effet, la situation en Chine a changé et le contexte international aussi.

### Occupation et arrestation (1940-1943)
À la fin du printemps 1940, Natalie Barney fuit l'invasion allemande à Florence, où, s'accommodant du régime fasciste, Romaine Brooks s'est installée depuis 1937. Elle échappe ainsi aux rafles opérées sur le territoire français et auxquelles l'expose le décret du 6 juin 1942 portant application du statut des Juifs, ayant elle-même un de ses quatre parents considéré comme Juif par le régime de Vichy.
Nadine Huong, elle, serait restée à Paris pendant toute la durée de l'Occupation. Experte en travestissement, elle se serait déguisée, avec un jeune ami, en soldat allemand (sans qu'on sache comment ils ont pu se procurer ce type d'uniformes), et elle aurait également correspondu avec un officier de la Gestapo.
Pour une raison qui reste à déterminer mais qui, a priori, ne peut être liée qu'à des faits d'espionnage au profit de la Résistance, elle est arrêtée en 1944, à peu près en même temps que Geneviève de Gaulle-Anthonioz. Elle fera partie du convoi de 567 femmes arrivé le 18 mai 1944, au camp de concentration de Ravensbrück

### Déportation (1944)
À Ravensbrück (où elle passe près d'un an), elle porte le triangle rouge des politiques, et le numéro de matricule 39239. Elle est envoyée, en travail forcé, à l’usine Siemens installée près du camp. Elle sympathise avec une habitante des Pays-Bas de citoyenneté britannique Rachel Krausz et sa fille de neuf ans, Irène, qui ont été arrêtées le 17 septembre 1942 et sont là depuis février 1944. Le 25 décembre 1944, elle rencontre la résistante et cantatrice belge Nelly Mousset-Vos, qui chante des chants de Noël. Les deux femmes tombent amoureuses l'une de l'autre et se soutiennent mutuellement. Deux mois plus tard, néanmoins, Nelly Mousset-Vos est transférée dans le camp de Mauthausen.
Les exécutions se multiplient à partir de l'automne 1944, à la suite de la mise en place d'une première chambre à gaz. En février 1945, pour faire face à l'afflux de prisonniers évacués des autres camps à mesure que l'armée soviétique avance, sont construites une nouvelle place d'exécution et une chambre à gaz provisoire supplémentaire. Nadine Huong a en quelque sorte la double chance de tomber malade et de ne pas être « sélectionnée » pour la chambre à gaz. Elle est hospitalisée à l'infirmerie du camp. Là, elle a le loisir d'entendre les conversations entre les officiers de la Wehrmacht et ceux de la SiPo au cours desquelles s'expriment toutes les dissensions.

### Opération Bus blancs (1945)
Le camp est abandonné, dans le désordre, par la SiPo le 25 avril 1945 et l'Armée rouge y parvient le 30, mais Nadine Huong, Rachel et Irène Krausz font partie des sept mille cinq cents détenues dont, depuis le 5 avril, les autorités du camp négocient la prise en charge par la Croix Rouge et qui seront évacuées par convoi quotidien entre le 22 et le 26 avril dans les bus blancs mobilisés par le vice-président de la Croix Rouge Folke Bernadotte, puis finalement en train. Les deux mille autres, avec trois cents hommes, sans compter le personnel, devront entamer une marche de la mort vers Mecklembourg, qui se terminera le 3 mai, quatre jours avant la capitulation allemande, par la rencontre des troupes soviétiques.
Nadine Huong, Rachel et Irène Krausz suivent le parcours que décrira Charlotte Delbo. Les deux femmes et l'enfant quittent ensemble Ravensbrück dans un des convois de bus blancs composé principalement de Polonaises. Le trajet se fait sous la menace, et parfois le feu, de l'aviation alliée. Durant cette évacuation, Nadine Huong, militaire expérimentée, se montre d'un grand secours envers Rachel et Irène Krausz. Cette dernière lui en sera éternellement reconnaissante et prénommera Nadine l'une de ses autres fllles.
Le 28 avril, elles débarquent à Malmö, en Suède (territoire neutre). Nadine Huong est physiquement marquée, mais n'a pas besoin pour marcher, comme d'autres, de l'aide d'une infirmière. Elle reçoit un passeport. Elle est nourrie, vêtue et réconfortée dans un centre de quarantaine, aménagé par la Croix Rouge dans le musée de la ville, mis à disposition par son directeur.
Au cours de l'été, en accord avec la légation du Kuomintang, la Chine lui accorde le visa qui lui permettrait de quitter la Suède, mais Nadine Huong préfère rester en Europe et rejoindre à Bruxelles, Nelly Mousset-Vos, la résistante qu'elle a rencontré à Ravensbrück et dont elle est tombée amoureuse.

### Venezuela (1946-1972)
Après guerre, elle vit à Bruxelles avec Nelly Mousset-Vos, qui est employée à l'ambassade du Venezuela.
À la fin des années 1950, la chute du dictateur vénézuélien Marcos Pérez Jiménez décide les deux femmes, également révoltées par la guerre du Vietnam et séduites par la politique pacifiste du Venezuela, à s'installer ensemble à Caracas. Nadine Huong, diplômée en droit, y travaille comme secrétaire dans une banque. Ses compétences juridiques sont très appréciées de ses supérieurs. Elle reçoit régulièrement avec son amie, des Français de passage, comme le couturier Guy Meliet, ou le Consul général de France.
Victime depuis plusieurs années d'une grave alopécie, Nadine Huong porte une perruque. Elle se résout à suivre un traitement qui coïncide avec l'altération de sa santé. Trop faible pour continuer de travailler, elle doit se retirer avec Nelly Mousset à Bruxelles en 1969. C'est là qu'elle est décédée peu après, en 1972.

## Postérité

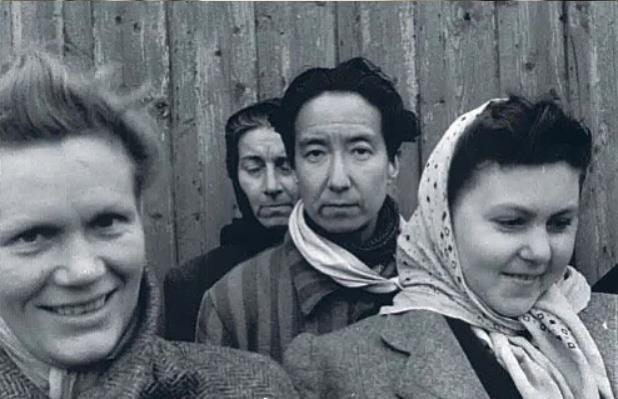
Nadine Huong lors de son arrivée à Malmö en 1945.

Nadine Huong apparaît dans des images filmée le 28 avril 1945 lors de son arrivée à Malmö avec d'autres survivantes des camps de concentration. Le réalisateur Magnus Gertten, qui a réalisé deux documentaires sur les survivantes filmées à Malmö, réussit à retrouver sa trace après un appel à témoins. Après avoir pris contact avec la famille de sa compagne Nelly Mousset-Vos, qui possède de nombreuses archives audiovisuelles et écrites, Magnus Gerttren retrace l'histoire des deux femmes dans le documentaire Nelly & Nadine en 2022.

## Documents
- Fonds Natalie Clifford Barney, Correspondance adressée, Bibliothèque littéraire Jacques Doucet, Paris[° 1],[° 2],[° 3],[° 4].

1. ↑  N. Hwang, Lettres à N. Barney, p. 1926 - a. 1941, cote NCB C2 2448, BLJD, Paris, 1972.
2. ↑  N. Hwang, Lettres et dessin, Paris, 1934, cote NCB C2 2693, BLJD, Paris, 1972.
3. ↑  L. Dreyfus (en), Lettre à N. Hwang, Paris, 1936, cote NCB C2 2977 (295-299), BLJD, Paris, 1972.
4. ↑  D. Wilde, 5 lettres à N. Hwang, Paris, 1939, cote NCB C2 2448 (282-287), BLJD, Paris, 1972.

- Nadine Huong photographiée à Malmö durant son rapatriement de Ravensbrück.